# Écoles Adolf-Hitler
Les écoles Adolf-Hitler (Adolf Hitler Schule ou AHS) étaient douze internats d'élite dirigés par les SS dans l'Allemagne nazie de 1937 à 1945. Leur but était d'endoctriner les jeunes dans l'idéologie du Parti nazi. Elles étaient destinées aux jeunes de 14 à 18 ans et étaient non mixtes. Trois écoles étaient destinées aux filles et les neuf autres aux garçons. La sélection pour l'admission dans ces écoles était rigoureuse ; les élèves étaient choisis pour leur engagement politique et leur forme physique, et non pour leurs qualités académiques. Les activités étaient axées sur l'endoctrinement politique plutôt que sur les études universitaires. Les SS sélectionnaient souvent leurs futurs officiers dans ces écoles.
L'AHS ne doit pas être confondue avec de nombreuses écoles rebaptisées « école Adolf-Hitler » après qu'Hitler est devenu  chancelier d'Allemagne en 1933, telles que l'ancienne école Martin-Luther à Marbourg, le lycée Werner-Heisenberg à Heide, l'école Nordstadt à Pforzheim, le lycée Paul-Werner à Cottbus, ou l'école Goethe à Flensburg.
Il y avait aussi un réseau similaire d'internats appelés Instituts politiques nationaux d'éducation (Nationalpolitische Erziehungsanstalt ou Napolas).

## Contexte
Le projet fut conçu par le chef de la Jeunesse hitlérienne, le Reichsjugendführer Baldur von Schirach et par Robert Ley. C'était l'intention de Ley d'ériger une « Gauburg » (une citadelle ) dans chaque Gau et de créer par la suite un système scolaire NSDAP entier, en transformant les instituts éducatifs nationaux-politiques[pas clair] soutenus par l'État. La résistance à ce plan du ministre de l'Éducation Bernhard Rust bloqua le projet original jusqu'en 1941, lorsque les écoles Adolf-Hitler obtinrent le soutien du Front du travail allemand. Jusqu'en 1941, les écoles étaient situées au même endroit que les Forteresses de l'Ordre[Quoi ?] financées de manière similaire et la l'organisation était placée sous le contrôle de von Schirach.
À la demande du Reichsführer-SS Heinrich Himmler, certaines des méthodes de formation de certaines écoles[Lesquelles ?] Adolf-Hitler furent couvertes par le secret[pourquoi ?]. On attendait des AHS qu'elles fournissent un exemple pour la révolution éducative nazie.

## Sélection des élèves
Seuls les élèves présélectionnés parmi les Jeunesses hitlériennes étaient admis. Cela était suivi d'un processus de sélection de deux semaines dans un camp, où les candidats étaient évalués selon des critères spécifiques, qui portaient notamment sur :
- leurs qualités de dirigeant, en fonction de leur influence sur autrui et de leur aptitude au commandement ;
- leur pureté raciale germanique, évaluée en fonction de leurs caractéristiques physiques et d'une attestation généalogique d'ascendance aryenne ;
- des examens médicaux pour vérifier leur état de santé, qui devait être excellent ;
- leurs résultats dans des compétitions conçues pour tester leur force et leur endurance, comme les marches forcées, les jeux de guerre, la gymnastique, la boxe, la lutte et d'autres épreuves faisant appel à leur courage ;
- leurs aptitudes sociales et leur comportement au sein du groupe[7].

## Histoire
Le premier AHS a ouvert ses portes le 20 avril 1937 (jour du quarante-huitième anniversaire d'Hitler) à Crössinsee de Poméranie, et alors que la direction de la Jeunesse hitlérienne (HJ) envisageait cinquante écoles de ce type avec plus de 15 000 élèves, à la fin de 1943, seulement dix écoles étaient opérationnelles avec seulement 2 027 élèves présents. Les considérations économiques liées à l'effort de guerre ont pesé sur le budget prévu pour les écoles. Dans l'ensemble, le programme de l'AHS représentait un rejet pur et simple des idées éducatives précédentes puisqu'il était anti-traditionnel, anti-savoir, anti-Gymnasium et anti-parents dans ses  dispositions. Alors que le plan éducatif original de l'AHS visait à transformer entièrement la scolarisation dans l'Allemagne nazie, il ne s'est avéré guère plus qu'un modèle en double pour les internats des instituts d'éducation. Les dirigeants du HJ et les enseignants de la Forteresse de l'Ordre opéraient en tant que surveillants et malgré la discipline rigide dans les écoles, tous les grades du HJ s'adressaient les uns aux autres en utilisant le « Du » informel/familier, et au lieu que les Gauleiter régionaux supervisent les écoles dans leurs territoires respectifs, l'autorité fut donnée aux commandants de la jeunesse hitlérienne.
Souvent, les étudiants étaient les enfants de parents nazis avérés, mais la sélection ne se limitait pas à ce groupe; cependant, une fois qu'un enfant était sélectionné, il n'y eut aucun retrait en aucune circonstance. Choisis pour leur attrait racial, leur aptitude au sport et à l'exercice, ainsi que leur fiabilité politique, la disposition ou le «caractère» des candidats fut développé pour refléter «l'honneur, la bravoure et la dévotion au Führer». L'historienne Lisa Pine affirme que « ces institutions représentaient un microcosme de la Weltanschauung nazie en favorisant le principe de leadership, en promouvant la compétitivité et en mettant l'accent sur la vie comme une lutte et la survie du plus apte ».
Hitler décrivit les objectifs de l'AHS dans les termes suivants :
« Nous amenons des jeunes talentueux, les enfants de la grande masse de notre population. Fils d'ouvriers, fils d'agriculteurs, dont les parents n'ont jamais eu les moyens d'envoyer leurs enfants faire des études supérieures... Plus tard, ils rejoindront le Parti, ils fréquenteront l'Ordensburg, ils occuperont les plus hautes fonctions. Nous avons un objectif qui peut sembler fantastique. Nous envisageons un État dans lequel chaque poste sera occupé par le fils le plus capable de notre peuple, quelle que soit son origine. Un état dans lequel la naissance ne signifie rien, mais la performance et la capacité signifient tout  »
Les bourses d'études étaient considérablement à la traîne en tant que critère de réussite dans ces écoles, notamment depuis que les programmes d'études et les qualifications des enseignants consacrés par le temps furent sacrifiés pour l'engagement nazi. À partir de 1941, l'AHS devint les « Écoles du Reich du NSDAP » ; par la suite, plusieurs AHS furent hébergées dans des sanatoriums vidés ou d'autres écoles abbatiales disponibles, et les affectations régionales strictes des étudiants cessèrent avec l'admission d'élèves germanophones des territoires occupés par les Nazis. Se prouver comme « le meilleur » remplaça la réussite éducative, mais malgré ce fait, les élèves reçurent un diplôme et le ministère de l'Éducation certifia les étudiants pour des études universitaires après l'inscription à l'AHS. Certains diplômés de l'AHS ont occupé des postes de direction dans l'évacuation des enfants du pays, et après 1943, beaucoup furent  affectés comme aides à la flak. Une partie de la formation à l'AHS resta explicitement militaire dans la nomenclature, conçue pour préparer les diplômés de l'AHS à un futur rôle dans l'appareil militaire nazi - une formation qui dura jusqu'à la fin du Troisième Reich lui-même.